# Чёрная (приток Журавлёвой)

Чёрная — река в России, протекает в Томской области. Устье реки находится в 36 км по правому берегу реки Журавлёвой. Длина реки составляет 74 км. Приток — Малая Чёрная.

## Данные водного реестра
По данным государственного водного реестра России относится к Верхнеобскому бассейновому округу, водохозяйственный участок реки — Кеть, речной подбассейн реки — бассейн притоков (Верхней) Оби от Чулыма до Кети. Речной бассейн реки — (Верхняя) Обь до впадения Иртыша.